# Carsten Mogensen
Carsten Mogensen (* 24. Juli 1983 in Roskilde, Dänemark) ist ein dänischer Badmintonspieler.

## Karriere
Carsten Mogensen ist Doppel- und Mixedspezialist und spielt seit 2006 mit seinem Partner Mathias Boe zusammen. 2006 und 2010 gewannen sie Silber bei den Europameisterschaften im Herrendoppel. Bei den All England 2010 wurden sie ebenfalls Zweiter, und 2011 und 2015 gewannen sie diese Veranstaltung. Bei den Olympischen Spielen 2012 wurden sie Silbermedaillengewinner.

## Sportliche Erfolge
| Saison    | Veranstaltung                                    | Disziplin    | Platz | Name                                                  |
| --------- | ------------------------------------------------ | ------------ | ----- | ----------------------------------------------------- |
| 1994/1995 | Dänemark: Einzelmeisterschaften der Junioren U13 | Herrendoppel | 1     | Carsten Mogensen / Christian Dalsgaard, Greve         |
| 1997/1998 | Dänemark: Einzelmeisterschaften der Junioren U15 | Herreneinzel | 1     | Carsten Mogensen, Greve                               |
| 1998/1999 | Dänemark: Einzelmeisterschaften der Junioren U17 | Herrendoppel | 1     | Rasmus Andersen / Carsten Mogensen, Greve             |
| 1999/2000 | Dänemark: Einzelmeisterschaften der Junioren U17 | Herrendoppel | 1     | Rasmus Andersen / Carsten Mogensen, Greve             |
| 2000/2001 | Dänemark: Einzelmeisterschaften der Junioren U19 | Herrendoppel | 1     | Rasmus Andersen / Carsten Mogensen, Greve             |
| 2001      | Junioren-Europameisterschaft                     | Mixed        | 2     | Carsten Mogensen / Kamilla Rytter Juhl                |
| 2001      | Junioren-Europameisterschaft                     | Herrendoppel | 1     | Carsten Mogensen / Rasmus Andersen                    |
| 2001/2002 | Dänemark: Einzelmeisterschaften der Junioren U19 | Herrendoppel | 1     | Rasmus Andersen / Carsten Mogensen, Greve             |
| 2001/2002 | Dänemark: Einzelmeisterschaften der Junioren U19 | Mixed        | 1     | Carsten Mogensen, Greve / Kamilla R. Juhl, Randers    |
| 2002      | Slovenian International                          | Herrendoppel | 1     | Rasmus Andersen / Carsten Mogensen                    |
| 2002      | Slowenien: Internationale Meisterschaften        | Herrendoppel | 1     | Rasmus Andersen / Carsten Mogensen                    |
| 2003      | Dutch International                              | Herrendoppel | 1     | Rasmus Andersen / Carsten Mogensen                    |
| 2003      | Croatian International                           | Mixed        | 1     | Carsten Mogensen / Kamilla Rytter Juhl                |
| 2003      | French Open                                      | Herrendoppel | 1     | Joachim Fischer Nielsen / Carsten Mogensen            |
| 2004      | German Open                                      | Herrendoppel | 1     | Mathias Boe / Carsten Mogensen                        |
| 2004      | German Open                                      | Mixed        | 1     | Carsten Mogensen / Rikke Olsen                        |
| 2006      | Europameisterschaft                              | Herrendoppel | 2     | Mathias Boe / Carsten Mogensen                        |
| 2005      | Taiwan Open                                      | Herrendoppel | 2     | Mathias Boe / Carsten Mogensen                        |
| 2007      | Bitburger Open                                   | Herrendoppel | 1     | Mathias Boe / Carsten Mogensen                        |
| 2007      | Italian International                            | Herrendoppel | 1     | Carsten Mogensen / Mathias Boe                        |
| 2007      | Volant d’Or de Toulouse                          | Herrendoppel | 1     | Carsten Mogensen / Mathias Boe                        |
| 2007      | Spanish International                            | Herrendoppel | 1     | Carsten Mogensen / Mathias Boe                        |
| 2007/2008 | Dänemark: Einzelmeisterschaften                  | Herrendoppel | 1     | Carsten Mogensen, Kastrup KMB / Mathias Boe, Skælskør |
| 2008      | Bitburger Open                                   | Herrendoppel | 1     | Mathias Boe / Carsten Mogensen                        |
| 2008      | Chinese Taipei Open                              | Herrendoppel | 1     | Mathias Boe / Carsten Mogensen                        |
| 2008/2009 | Dänemark: Einzelmeisterschaften                  | Herrendoppel | 1     | Mathias Boe, Skælskør / Carsten Mogensen, KMB         |
| 2010      | All England                                      | Herrendoppel | 2     | Mathias Boe / Carsten Mogensen                        |
| 2010      | Europameisterschaft                              | Herrendoppel | 2     | Mathias Boe / Carsten Mogensen                        |
| 2011      | All England                                      | Herrendoppel | 1     | Mathias Boe / Carsten Mogensen                        |
| 2012      | Olympische Spiele                                | Herrendoppel | 2     | Mathias Boe / Carsten Mogensen                        |
| 2012      | China Open                                       | Herrendoppel | 1     | Mathias Boe / Carsten Mogensen                        |
| 2013      | Copenhagen Masters                               | Herreneinzel | 1     | Mathias Boe / Carsten Mogensen                        |
| 2015      | Europaspiele 2015                                | Herrendoppel | 1     | Mathias Boe / Carsten Mogensen                        |
| 2015      | All England                                      | Herrendoppel | 1     | Mathias Boe / Carsten Mogensen                        |